# 陈存根
陈存根（1952年5月—），陕西周至人，中华人民共和国政治人物。1985年3月加入中国共产党。西北农学院（后并入西北农林科技大学）林学系造林专业毕业，森林保护系森林生态专业硕士研究生，奥地利维也纳农业大学森林培育专业农学博士。中共第十七届中央候补委员。
历任西北林学院教师，教务处副处长、处长，副院长、院长；杨凌农业高新技术产业示范区管委会副主任；中共陕西省委教育工委书记，陕西省人事厅厅长、省编办主任、省委组织部副部长等职。2006年2月任人事部副部长，2007年4月改任中共重庆市委常委、组织部部长。2012年1月当选重庆市人民代表大会常务委员会主任。2012年3月27日，陈存根不再担任中共重庆市委常委职务。2013年1月至2018年1月任中央国家机关工委副书记（正部长级）。